# Go’dag yxskaft?
Go’dag yxskaft? (engelska: What's Up, Doc?) är en amerikansk komedifilm från 1972 i regi av Peter Bogdanovich. I huvudrollerna ses Barbra Streisand, Ryan O'Neal, Madeline Kahn och Kenneth Mars. Filmen hade svensk premiär den 14 augusti 1972. Filmen är en hyllning till 1930-talets screwballkomedier, med klara kopplingar till bland annat Ingen fara på taket (1938).

## Handling
Den disträe musikforskaren Howard Bannister (Ryan O'Neal) är i San Francisco för att ta emot ett viktigt stipendium. Med sig på resan har han sin hysteriska fästmö Eunice (Madeline Kahn) samt en skotskrutig väska i vilken han förvarar sina musikstenar. Till samma hotell anländer emellertid tre andra personer med likadana, skotskrutiga, väskor: den vandrande naturkatastrofen Judy Maxwell (Barbra Streisand, med kläder i väskan), en rik gammal dam (med juveler i väskan) och en spion (med hemliga papper i väskan). När så två juveltjuvar och en annan spion börjar stjäla väskorna uppstår förvecklingar.

## Rollista i urval
- Barbra Streisand – Judy Maxwell
- Ryan O'Neal – Howard Bannister
- Madeline Kahn – Eunice Burns
- Kenneth Mars – Hugh Simon
- Austin Pendleton – Frederick Larrabee
- Michael Murphy – Mr. Smith
- Philip Roth – Mr. Jones
- Sorrell Booke - Harry
- Stefan Gierasch - Fritz
- Mabel Albertson - Mrs. van Hoskins
- Liam Dunn - domare Maxwell
- Graham Jarvis - rättsbetjänt
- John Hillerman - hotellchef
- Randy Quaid - Professor Hosquith

## Musik i filmen i urval
- "You're the Top", skriven av Cole Porter, framförd av Barbra Streisand & Ryan O'Neal
- "As Time Goes By", skriven av Herman Hupfeld, framförd av Barbra Streisand & Ryan O'Neal
- "Santa Lucia", skriven av Teodoro Cottrau, framförd av Peter Bogdanovich